# WikiProjekt
WikiProjekt je platforma, v rámci níž se skupina wikipedistů rozhodla spolupracovat v určité tematické oblasti na projektu Nadace Wikimedia, typicky na Wikipedii.
WikiProjekty se typicky zabývají různými tematickými okruhy, na české Wikipedii tak vznikly například WikiProjekty Chemie, Filatelie, Politika, Historie či Geografie. Jejich podstatou je koordinace a vzájemná spolupráce editorů Wikipedie, kteří editují podobnou tematickou oblast.